# واسكيونهين
واسكيونهين (بالفرنسية: Wacquinghen)‏ هي بلدية تقع في إقليم باد كاليه من منطقة نور با دو كاليه في شمال فرنسا. تبلغ مساحة هذه المدينة 2.47 (كم²)، وترتفع عن سطح البحر 61 م، يبلغ عدد سكانها 235 نسمة حسب إحصاء المعهد الوطني للإحصاء والدراسات الاقتصادية سنة 2009 م. وترأس Denis Gavois البلدية خلال فترة (2008-2014).